# Großwoltersdorf
Großwoltersdorf település Németországban, azon belül Brandenburgban. Lakosainak száma 740 fő (2023. december 31.).

## Népesség
A település népességének változása:
| Lakosok száma | 762  | 778  | 792  | 764  | 740  |
|               | 2017 | 2020 | 2021 | 2022 | 2023 |